# Run the Jewels
Run the Jewels (także RTJ) – amerykański duet hip-hopowy tworzony przez rapera-producenta El-P oraz rapera Killer Mike.

## Dyskografia

### Albumy studyjne
| Rok  | Dane dot. albumu                                                                                                | Pozycja na liście |
| Rok  | Dane dot. albumu                                                                                                | USA               |
| ---- | --- | ----------------- |
| 2013 | Run The Jewels - Data: 26 czerwca 2013 - Wydawca: Fool's Gold Records - Format: CD, LP, digital download        | –                 |
| 2014 | Run The Jewels 2 - Data: 24 października 2014 - Wydawca: Mass Appeal - Format: CD, CC, LP, digital download     | 50                |
| 2016 | Run The Jewels 3 - Data: 25 grudnia 2016 - Wydawca: Run the Jewels, Inc. - Format: CD, CC, LP, digital download | 13                |
| 2020 | RTJ4 - Data: 3 czerwca 2020 - Wydawca: BMG - Format: CD, CC, LP, digital download                               | 10                |

### Albumy z remiksami
| Rok  | Dane dot. albumu                                                                               |
| ---- | ---------------------------------------------------------------------------------------------- |
| 2015 | Meow the Jewels - Data: 25 września 2015 - Wydawca: Mass Appeal - Format: LP, digital download |